# Gard Kristiansen
Gard Tobjørn Åsheim Kristiansen (Holter, 3 maggio 1972) è un allenatore di calcio ed ex calciatore norvegese, di ruolo centrocampista.

## Carriera

### Club
Kristiansen cominciò la carriera con la maglia dello Holter. Passò poi al Lillestrøm, per cui debuttò nella Tippeligaen il 30 luglio 1995, sostituendo Jan Ove Pedersen nella vittoria per 6-0 sullo Hødd. Il 4 settembre 1996 segnò la prima rete nella massima divisione norvegese, nel successo per 3-0 sul Molde.
Si trasferì poi al Sarpsborg, club militante nella 1. divisjon. Esordì in squadra il 20 aprile 1997, quando fu titolare nel pareggio a reti inviolate contro il Vålerenga. Il 5 ottobre segnò la prima rete, nella sconfitta per 2-4 contro il Runar.
L'anno successivo firmò per il Moss, tornando così nella Tippeligaen. Giocò il primo incontro in squadra il 13 aprile 1998, subentrando a Christian Petersen nel successo per 0-1 sul Brann. Il 25 luglio 1999 arrivò la prima rete, nella vittoria per 2-0 sullo Stabæk. Nel 2002 giocò allo Sprint-Jeløy, per poi tornare al Moss.
Nel 2007 ebbe una breve esperienza all'Eidsvold Turn e, nel corso dello stesso anno, diventò allenatore-giocatore del Rapid.